# Apache Corp.

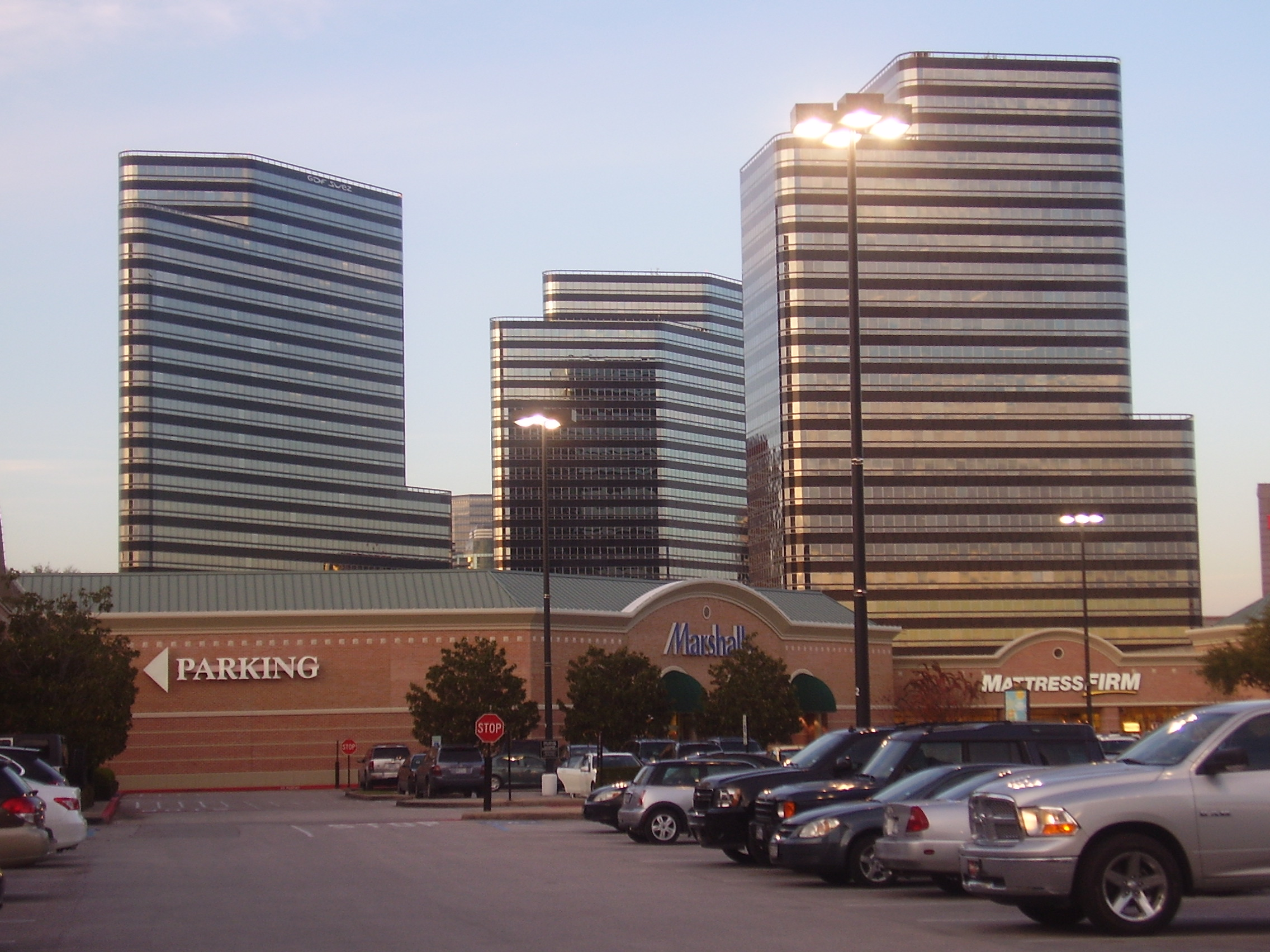
Post Oak Central tiene la sede del Apache Corp.

Apache Corporation es una corporación petrolera y gasífera independiente con sede en Post Oak Central, Uptown Houston Houston, Texas, Estados Unidos.
Apache se ha convertido, en una gran compañía multinacional, con operaciones y oficinas regionales en Argentina,Senegal, Australia, Canadá, Egipto y Mar del Norte en Reino Unido.
En 2006, la capitalización de mercado de Apache era aproximadamente de $21 mil millones. Las reservas de la compañía están constituidas en una mitad por Petróleo y en otra mitad gas natural.

## Historia
- 1954 Apache Oil Corporation es fundada en Minneapolis, Minnesota, por Truman Anderson, Raymond Plank y Charles Arnao.
- 1955 Los primeros pozos son perforados en el campo de Cushing, entre Tulsa y la ciudad Oklahoma.
- 1960 Apache adquiere participación en la torre de Foshay (Minneapolis ). La similitud del edificio de 32 plantas con el Monumento a Washington, la convertiría en la sede de las jefaturas de Apache a partir década de los 60 hasta 1968.
- 1967 Primer descubrimiento de Petróleo en la zona de Fagerness.
- 1969 Las acciones de Apache Corporación son listadas en la Bolsa de Nueva York.
- 1970 Apache se ampliá a la agricultura con la adquisición del rancho S&J, en Fresno, California.
- 1971 Apache Corporation forma Apache Exploration Company (posteriormente "Apexco") como la compañía operativa en materia de exploración de petróleo y gas.
- 1977 Después de la venta de Apexco, Apache comienza a operar con la compañía GHK, una empresa pequeña carente recursos, pero con vastos campos en Oklahoma. A su vez comienza a desarrollar programa del Bloque Norte, a fin de ejecutar perforaciones en la zona de la cuenca de Anadarko.
- 1980 Apache adquiere activos ociosos en el golfo de México, abriendo la puerta en la producción costa afuera de la plataforma continental.
- 1981 Apache crea Apache Petroleum Company (APC).
- 1986 Apache adquirie Oxi, marcando la entrada de Apache al golfo de México como operador.
- 1987 Después de 33 años en MinneapolisApache traslada su sede principal a Denver.
- 1991 Apache adquiriere los activos de la petrolera MW de Amoco.
- 1992 La sede principal se traslada a Houston, Texas.
- 1993 Apache adquiere Hadson Energy Resources, con participación en prospecciones y exploraciones de las costas al oeste de Australia.
- 1994 Apache ingresa al mercado del petróleo de Egipto.
- 1995 Apache adquiere Dekalb Energy Canadá Ltd, marcando el retorno de Apache a Canadá.
- 1999 Adquisición de los activos de Shell en el golfo de México.
- 2001 Adquisición de los Activos de Repsol por U$S410 millones lo cual convierte a Apache el productor más grande de hidrocarburos líquidos en el desierto occidental de Egipto.
- 2002 Apache Corporation perfora sus primeros pozos profundos en la concesión mediterránea en la costa oeste de Egipto.
- 2003 Apache adquiere de BP el campo Forties ("Cuarentas"), el más grande descubrimiento petrolífero hecho en el Mar del Norte.
- 2005 Apache y ExxonMobil concluyen una asociación basada en a acuerdos previamente establecidos entre ambas compañías, efectuando, para llevar a cabo dicha tarea, una serie de transferencias de activos, y realizando varios emprendimientos a riesgo compartido respecto de múltiples activos, como aquellos ubicados en la cuenca del Oeste de Texas y Nuevo México, otros ubicados en el Oeste de Canadá, activos localizados en Luisiana y campos petrolíferos de la zona del golfo de México.
- 2006 Apache finiquita la venta de su participación en campos petrolíferos Chinos, vendiéndolos a la compañía Australiana ROC Oil Company Limited por US$ 260 millones. A su vez, adquiere la gran mayoría de los activos de BP en el golfo de México.
- 2014 Cesa sus operaciones en Argentina vendiendo sus activos y áreas de explotación a la estatal YPF